# Alpaida orgaos
Alpaida orgaos är en spindelart som beskrevs av Levi 1988. Alpaida orgaos ingår i släktet Alpaida och familjen hjulspindlar. Inga underarter finns listade i Catalogue of Life.